# Шисти
Шѝсти – общ термин за скали, имащи слоест строеж и ориентирано разположение (шистозност) на съставящите я минерали.

## Видове шисти
В зависимост от степента на регионалния метаморфизъм те се делят на две големи групи: метаморфни (или кристалинни шисти) и седиментни шисти (или глинести шисти).
Седиментните (глинести) шисти се състоят предимно от глинести минерали, хидрослюди или по рядко от монтморилонити. Метаморфните (кристалинни) шисти в зависимост от състава на влизащите в тях минерали (слюди, амфиболи, фелдшпат, кварц) се поделят на слюдени шисти (биотитови, мусковитови, по-рядко парагонитови). При увеличено съдържание в тях на фелдшпат и кварц те се превръщат в гнайси, а амфиболитовите шисти – в амфиболити. Понякога кристалинните шисти носят названието на влизащите в техния състав относително редки минерали – гранатови, ставролитови, кианитови и др. Шистозността на метаморфните шисти се дължи на прекристализацията на минералите, а тази на седиментните шисти се дължи на тънкото наслояване на скалата.
Промеждутъчно положение между метаморфните и седиментните шисти заемат филитите, хлоритовите шисти и зелените шисти – скали, подложени на метаморфоза в условията на т.нар. зелено-шистови фации на относително малки дълбочини. В техния състав, освен слюди, има много видове зеленоцветни минерали (хлорит, епидот и различни амфиболи). Зелените шисти се образуват от седиментни и вулканични скали.
Глинестите шисти, притежаващи съвършена слоистост се използват в качеството си на покривни и облицовъчни плочи. Разработката на тези шисти става както в открити (големи кариери), така по подземни способи. Блоковете от тези шисти постъпват в специални предприятия, където се разделят и нацепват на отделни плочи с дебелина 0,5 – 1 cm, които се използват за покриване на покриви и облицовка на здания. Глинестите шисти, притежаващи по-малка слоистост, и остатъчния материал от покривните и облицовъчните плочи се използват за производство на т.нар. „издути шисти“, използвани за получаване на материала шунгизит, висококачествен пълнител за бетон. Глинестите шисти, обогатени с органични вещества, са използват като гориво. Кристалинните шисти, особено тези близки до гнайсите, се използват за строителен материал и производство на огнеупорни суровини.